# Olgasolaris tollmanni
Olgasolaris tollmanni  (лат.) — вид морских брюхоногих моллюсков из отряда Cycloneritimorpha. Глубоководные морские блюдечки чуть более сантиметра диаметром, приуроченные к «чёрным курильщикам», где они питаются, соскребая бактериальную плёнку с поверхности сульфидных трубок «курильщиков» и раковин других брюхоногих моллюсков. Описаны с глубины около 2500 метров в окраинном бассейне Манус, расположенном к северо-востоку от Новой Гвинеи. В настоящее время Olgasolaris tollmanni — единственный описанный вид в роде Olgasolaris, хотя в некоторых источниках фигурирует второй вид, не получивший формального описания, — Olgasolaris ethmoconcha.

## Строение
Небольшие моллюски с раковиной в форме конуса с практически круглым основанием: у взрослых моллюсков раковина может достигать в длину 13 мм (при ширине 11 мм и высоте 4 мм). Протоконх (личиночная раковина) спирально закручен: при размере в 0,8 мм он напоминает раковины Neritidae. Коническую форму раковина приобретает в ходе неравномерного роста. Сперва образование раковины более интенсивно происходит со стороны наружной губы устья, из-за чего вершина с протоконхом смещается к заднему концу тела и вскоре отламывается, оставляя после себя полукруглый шрам. После этого скорость роста заднего края раковины начинает увеличиваться: после достижения моллюском размера в 2,5 мм она начинает превосходить скорость роста переднего края, в результате чего вершина раковины смещается вперёд и занимает центральное положение. Цвет раковины также изменяется по мере роста: из белёсо-прозрачного он становится светло-коричневым. Основу раковины Olgasolaris tollmanni составляет арагонитовый слой, покрытый выдающимся над ним по краю конхиолиновым периостракумом. Кальцитовый слой полностью отсутствует, а перламутровый сохраняется на внутренней поверхности лишь в области вершины и расположенной позади неё септе.
Голова моллюска несёт два щупальца и пару головных лаппет — небольших выростов рядом с основаниями щупалец. У самцов правая головная лаппета укрупнена и преобразована в пенис. Мантийная полость асимметрична. Левая её часть вдаётся глубоко между висцеральной массой и левым раковинным мускулом и содержит длинную жабру. В слабо развитой правой части мантийной полости находятся анальное отверстие и отверстия протоков половой системы. Подошва длинной, широкой ноги подразделена на три участка: центральная часть густо покрыта ресничками, поверхность боковых бородавчатая, без ресничек. Крышечка сохраняется на протяжении всей жизни, хотя и утрачивает свою функцию на самых ранних стадиях в результате изменения формы раковины.